# Щонеділі
Щонеділі — американська спортивна драма 1999 року режисера Олівера Стоуна з Аль Пачіно, Деннісом Квейдом та Камерон Діаз в головних ролях.

## Сюжет
Битви не закінчуються на футбольному полі. Чотири роки тому команда з американського футболу "Акули Маямі" знаходилася на гребені свого успіху. Але тепер їх переслідують невдачі, і навіть зірка "Акул" на прізвисько "Кеп" вимушений піти. Головний тренер "Акул" Тоні Д'Амато - старий лицар спорту, що переживає разом зі своїми хлопцями всі успіхи і поразки - стикається з новою проблемою. В цей час власник команди помирає, його замінює дочка - Крістіна. Вона вважає, що футбол - це бізнес, і діє під девізом "Полонених не брати!". Конфлікт між Крістіною і Тоні не обіцяє "Акулам" нічого хорошого..

## Цікаві факти
- Назва команди у фільмі "Акули Маямі", насправді команда НФЛ з міста Маямі називається "Дельфіни Маямі"
- Головна зірка "Дельфінів Маямі" Ден Маріно був консультантом режисера фільму Олівера Стоуна.
- В ролі будинку головного героя фільму насправді виступив справжній будинок Дена Маріно.
- У зйомках фільму взяло участь багато колишніх гравців в американський футбол.